# クイック・チェンジ
『クイック・チェンジ』(原題：Quick Change) は、1990年に製作されたビル・マーレイ、ジーナ・デイヴィス主演のコメディ映画である。

## 概要
『ゴーストバスターズ』シリーズなどで知られるコメディ俳優であるビル・マーレイが共同監督・主演を務めた本作は、ニューヨークを舞台に銀行強盗を起こした三人が空港に着くまでのドタバタ劇をコミカルに描いている。マーレイはこの作品で監督・主演・製作の三役を務めており、作品に対する意欲が垣間見られる。原作はジェイ・クロンリーによるもの。共演にはジーナ・デイヴィス、ランディ・クエイドのほか、彼らを追う刑事はアカデミー賞俳優のジェイソン・ロバーズが演じている。

## あらすじ
大都会ニューヨーク。ピエロに扮装したグリム（ビル・マーレイ）はある銀行へ強盗に押し入る。次第に警察も集まってきて、その場を取り仕切ることになったのはベテラン刑事のロッジンガー（ジェイソン・ロバーズ）。人質を地下金庫に押しこめ、銃で脅すグリムだったが、その中に共犯のルーミス（ランディ・クエイド）とフィリス（ジーナ・デイヴィス）の姿も。上手く演技をして、警察たちから囲まれる銀行からまんまと抜け出すことが出来た3人は、大金を服の下に隠しながらいざ空港へ向かう。ところが、高速道路の標識が見当たらず、車は奔走する。それから数々の災難が三人に降りかかり、空港へ向かう道のりはどんどん厳しくなっていった。

## キャスト
※括弧内は日本語吹替
- グリム - ビル・マーレイ（池田秀一）
- フィリス - ジーナ・デイヴィス（はやみけい）
- ルーミス - ランディ・クエイド（玄田哲章）
- ロッジンガー刑事 - ジェイソン・ロバーズ（青野武）
- ジェイムソン - リチャード・ジョセフ・ポール（松本保典）
- 警備員 - ボブ・エリオット（槐柳二）
- 強盗 - ジェイミー・シェリダン（古田信幸）
- ハル・エディソン - フィル・ハートマン（大滝進矢）
- タクシー運転手 - トニー・シャルーブ
- ジョニー - スタンリー・トゥッチ（古田信幸）
- スケルトン - ヴィクター・アルゴ（有本欽隆）
- バス運転手 - フィリップ・ボスコ（大山高男）
- マリオ - ゲイリー・クラー（笹岡繁蔵）
- ロンビーノ - カートウッド・スミス（西村知道）

## スタッフ
- 監督：ハワード・フランクリン、ビル・マーレイ
- 製作：ビル・マーレイ、ロバート・グリーンハット
- 製作総指揮：フレデリック・ゴルチャン
- 撮影：マイケル・チャップマン
- 音楽：ランディ・エデルマン
- 編集：アラン・ハイム